# Muzeum Parafialne im. Stróżów Bożego Grobu w Chełmie
Muzeum Parafialne im. Stróżów Bożego Grobu w Chełmie – muzeum znajdujące się w Chełmie, w powiecie bocheńskim, w województwie małopolskim i prezentujące eksponaty związane z historią bożogrobców na chełmskim wzgórzu. 
Muzeum stanowi Filię Muzeum Diecezjalnego w Tarnowie.

## Historia
W 1971 roku funkcje proboszcza parafii pw. Narodzenia św. Jana Chrzciciela w Chełmie objął ks. Antoni Tworek, który odnalazł w tym czasie na terenie zakrystii – zabytki sztuki będące pozostałością po bożogrobcach przybyłych do Chełmu w XII wieku. W 1999 roku przy okazji uroczystość 900-lecia powstania bożogrobców i ich 650-lecia pracy w Chełmie otwarto zorganizowane przez ks. Tworka – Muzeum. Przy jego organizacji ks. Tworka wsparł kustosz Muzeum im. Stanisława Fischera w Bochni – Jan Flasza. 
Przez wiele lat kustoszem i opiekunem muzeum był jego założyciel, który do 2006 był proboszczem miejscowej parafii, a następnie do śmierci w 2020 roku pozostawał jej rezydentem. W momencie śmierci ks. Tworka, muzeum przez niego założone było pierwszym w Polsce muzeum bożogrobców. W 2009 ukazał się ilustrowany przewodnik autorstwa ks. Tworka pt. Przewodnik po Chełmie i Muzeum Parafialnym.

## Eksponaty i lokalizacja
Muzeum znajduje się na terenie zbudowanego przez bożogrobców kompleksu kościelnego parafii Narodzenia św. Jana Chrzciciela w Chełmie. Eksponaty prezentowane są w dwóch salach, w budynku parafialnym oraz w zabytkowej dzwonnicy z XVIII wieku. Wśród eksponatów znajdują się między innymi: 
- stalle Bożogrobców z XVII wieku;
- dębowa figura św. Jana Nepomucena z 1751 roku;
- monstrancja i puszka z XVII i XVIII wieku;
- zabytkowe ornaty z XVIII wieku;
- kroniki parafialne sięgające XV wieku;
- stare mszały.

Część ekspozycji poświęcona jest również postaci papieża Jana Pawła II. 
Muzeum znajduje się przy historycznym szlaku Via Regia Antiqua.